# فریتز آلتمایر
فریتز آلتمایر (انگلیسی: Fritz Altmeyer; ۲۶ نوامبر ۱۹۲۸ – ۱۳ نوامبر ۲۰۱۳) بازیکن فوتبال اهل آلمان بود.
وی همچنین در تیم ملی فوتبال زارلند بازی کرده‌است.